# 梶原典明
梶原 典明（かじわら のりあき、1980年 - ）は、NHKのアナウンサー。

## 人物
愛知県愛西市出身。名古屋工業大学大学院博士前期課程を修了後、2004年4月に入局。
2018年4月から富山放送局で2度目の勤務。2024年8月には宮崎へ異動となり、初の九州勤務となった。
ハイキング好きである。

## 現在の担当番組
- 宮崎県のニュース
- コンテンツセンターアナウンスグループ統括
- 宮崎放送局制作番組の編集責任者
- てげビビ!（編集責任者）
- ニュース845宮崎（不定期）
- はっけんTV・宮崎（編集責任者）
- 緊急報道（宮崎放送局発）

## 過去の担当番組
富山放送局時代（1度目）（2004年度 - 2007年度）
- たべもの新世紀『京漬物を支える大かぶ〜富山市・音川地区』（2005年12月11日）
- 生活ほっとモーニング（2007年5月17日、富山湾の旅）
- 富山県のニュース・中継・リポート
- イブニングアクセス富山（キャスター代行）

津放送局時代（2008年度 - 2012年度）
- ほっとイブニングみえ（キャスター）
- 行くよ!後輩 ほいきた!先輩『三重県・松阪市』（2008年10月4日）
- ホリデーインタビュー（ひとりでは走れない〜元マラソンオリンピック選手　瀬古利彦〜』（2010年5月5日）
- 生中継ふるさと一番!『散策!江戸から続く蔵の町〜三重県伊勢市〜』（2010年11月10日）
- 生中継ふるさと一番!『絶景!絵になる風景あふれる町〜三重県志摩市〜』（2010年11月11日）
- 民謡をたずねて『三重県・志摩市（1-2）』（2011年3月5日、5月21日）
- あさイチ『JAPAなび 三重・志摩』（2012年2月2日）
- NHKジャーナル（2012年6月12日）
- ゆきねえの名古屋なごやか喫茶『三重・伊勢神宮　せんぐうって...何?』（2012年6月20日）
- ひるブラ『元気!海の恵みの離島〜三重県鳥羽市　答志島〜』（2012年9月24日）
- 目撃!日本列島『親と子で、強くなる〜吉田沙保里を生んだレスリング教室〜』（2013年3月2日）

金沢放送局時代（2013年度 - 2015年度）
- かがのとイブニング[1]（キャスター：2013年4月1日 - 2016年3月29日）
- 石川県のニュース
- ニュースいしかわ845
- サキドリ 北陸新幹線でGO!（2015年3月7日）
- ひるブラ
  - 『豪快で織細!巨大和太鼓づくり〜石川・白山市〜』（2015年7月6日）
  - 『ぶらり旅!金沢の武家屋敷〜石川・金沢市〜』（2015年7月7日』

名古屋放送局時代（2016年度 - 2017年度）
- ウイークエンド中部[1]（キャスター：2016年4月9日 - 2018年3月31日）
- 東海3県・東海北陸のニュース
- ニュース845
- ほっとイブニング（キャスター代行）
- あさイチ『JAPA-NAVI 愛知県岡崎市』（2017年8月24日）
- アナウンサーのディープな夜『ミュージカル　心に残るあのシーン』（2018年1月29日）

富山放送局時代（2度目）（2018年度 - 2024年7月）
- ニュース富山人 （キャスター：2018年4月2日 - 2022年3月30日）
- ラジオ富山人（不定期）
- 富山県のニュース
- ニュースとやま845
- きときと!スクールライフ（パーソナリティ）
- 緊急報道（富山放送局発）
- インタビューここから『漫画家 藤子不二雄A』（2019年11月23日）
- 越中とやまスペシャル『祝!大関昇進 朝乃山 いざ頂点へ』（2020年5月23日）

宮崎放送局時代（2024年8月 - ）

## その他
みんなで乗り越えよう! 新型コロナウイルス共同キャンペーン
- 2020年4月24日から富山県内のテレビ・ラジオ各局と共同キャンペーンを展開[3]、梶原はテレビ・ラジオの両方に出演。詳細は、NHK富山放送局の特設サイトを参照。共演者は以下のとおり。
  - テレビ：上野透（北日本放送）・西美香（チューリップテレビ）・吉村尚郎（富山テレビ放送）
  - ラジオ（行動編）：小林淳子（北日本放送）・今井隆信（富山エフエム放送）
  - ラジオ（3密を避けよう編）：木下一哉（北日本放送）・堀池真緒（富山エフエム放送）
  - ラジオ（手洗い編）：佐藤栄治（北日本放送）・堀池真緒（富山エフエム放送）